# Caesia
Caesia es un género  de plantas monocotiledóneas perteneciente a la familia Xanthorrhoeaceae. Incluye trece especies herbáceas y hemicriptófitas distribuidas en Sudáfrica, Madagascar, Nueva Guinea y Australia.

## Especies
A continuación se brinda un listado de las especies del género Caesia aceptadas hasta marzo de 2011, ordenadas alfabéticamente. Para cada una se indica el nombre binomial seguido del autor, abreviado según las convenciones y usos, y la publicación válida. Finalmente, para cada especie también se detalla su distribución geográfica.
- Caesia alpina Hook.f., Fl. Tasman. 2: 373 (1859). Sudeste de Australia.
- Caesia calliantha R.J.F.Hend., in Fl. Australia 45: 471 (1987). Sudeste de Australia.
- Caesia capensis (Bolus) Oberm., Bothalia 11: 122 (1973). Sudoeste de la Provincia del Cabo, Sudáfrica.
- Caesia chlorantha F.Muell., Fragm. 1: 63 (1858). Centro de Australia.
- Caesia contorta (L.f.) T.Durand & Schinz, Consp. Fl. Afric. 5: 353 (1894). Provincia del Cabo a KwaZulu-Natal, Sudáfrica.
- Caesia micrantha Lindl., Sketch Veg. Swan R.: 57 (1839). Sudoeste de Australia.
- Caesia occidentalis R.Br., Prodr. Fl. Nov. Holl.: 277 (1810). Sudoeste de Australia.
- Caesia parviflora R.Br., Prodr. Fl. Nov. Holl.: 277 (1810). Este y Sudeste de Australia. 
  - Caesia parviflora var. minor R.J.F.Hend., in Fl. Australia 45: 471 (1987). Sudeste de Australia.
  - Caesia parviflora var. parviflora. Este y Sudeste de Australia.
  - Caesia parviflora var. vittata (R.Br.) R.J.F.Hend., in Fl. Australia 45: 472 (1987). Queensland, Nueva Gales del Sur y Tasmania.
- Caesia rigidifolia F.Muell., Fragm. 10: 48 (1876). Australia Occidental (colectada por última vez en 1875, posiblemente extinguida).
- Caesia sabulosa Boatwr. & J.C.Manning, S. African J. Bot. 76: 525 (2010). Oeste de la Provincia del Cabo, Sudáfrica.
- Caesia setifera Baker, J. Linn. Soc., Bot. 15: 359 (1876). Sur de Nueva Guinea al Norte de Australia.
- Caesia subulata Baker, J. Linn. Soc., Bot. 22: 530 (1887). Madagascar.
- Caesia viscida Keighery, Nuytsia 7: 133 (1990). Australia Occidental.